# Marie-Clotilde-Elisabeth Louise de Mercy d'Argentau
Marie-Clotilde-Elisabeth Louise de Riquet, grevinna de Mercy-Argenteau, född 1837, död 1890, var en belgisk pianist. Hon bidrog till genombrottet för rysk musik i Europa då hon under 1880-talet översatte ryska tonsättare och spelade deras verk offentligt på sina konserter. Hon hade 1867 en uppmärksammad kärleksaffär med kejsar Napoleon III, som uppges ha varit hans sista utomäktenskapliga kärleksaffär.